# Vatairea
Genre
Classification phylogénétique
Vatairea est un genre de plantes à fleurs dicotylédones de la famille des Fabaceae, sous-famille des Faboideae, originaire d'Amérique centrale et d'Amérique du Sud, qui compte huit espèces acceptées.

## Liste d'espèces
Selon The Plant List (30 septembre 2018) :
- Vatairea erythrocarpa (Ducke) Ducke
- Vatairea fusca (Ducke) Ducke
- Vatairea guianensis Aubl.
- Vatairea heteroptera (Allemao) F.A.Iglesias
- Vatairea lundellii (Standl.) Record
- Vatairea macrocarpa (Benth.) Ducke
- Vatairea paraensis Ducke
- Vatairea sericea (Ducke) Ducke